# Meng Wang
Meng Wang (kinesiska (trad.stavn.): 王濛), född 10 april 1985, är en kinesisk skridskoåkare.
Hon tog guld i OS i Turin 2006 i short track-åkning, på 500 m. Därtill tog hon silver på 1000 m och brons på 1500 m. Vid OS i Vancouver 2010 tog hon tre guldmedaljer, på 500 m, 1 000 m och i stafetten på 3 000 m.